# Fatih Çakıroğlu
Fatih Çakıroğlu (né le 14 avril 1981 à Istanbul) est un lutteur libre turc.

## Palmarès

### Championnats d'Europe
- Médaille d'or en catégorie des moins de 120 kg aux Championnats d'Europe de lutte 2011 à Dortmund
- Médaille d'argent en catégorie des moins de 96 kg aux Championnats d'Europe de lutte 2003 à Riga
- Médaille d'argent en catégorie des moins de 120 kg aux Championnats d'Europe de lutte 2010 à Bakou
- Médaille de bronze en catégorie des moins de 96 kg aux Championnats d'Europe de lutte 2002 à Bakou
- Médaille de bronze en catégorie des moins de 96 kg aux Championnats d'Europe de lutte 2005 à Varna
- Médaille de bronze en catégorie des moins de 120 kg aux Championnats d'Europe de lutte 2007 à Sofia

### Jeux méditerranéens
- Médaille d'or en catégorie des moins de 120 kg aux Jeux méditerranéens de 2009 à Pescara